# Magyar szürke szarvasmarha
A magyar szürke szarvasmarha vagy magyar szürkemarha a Magyarországon őshonos, törvényileg védett háziállatok egyike. Valódi hungarikum, amely szépségével, szilajságával, őserőt sejtető impozáns megjelenésével az Alföld világszerte ismert jellegzetességeihez tartozik. A fajta létszáma a mélypontját az 1960-as években érte el, azóta egyre emelkedik. Húsa finom rostú, igen ízletes és garantáltan BSE-, azaz kergemarhakór-mentes, de az állatot ma elsősorban turistalátványosságként tartják. A közönséges szarvasmarha (Bos taurus taurus) típusú szarvasmarhák podóliai fajtakörébe tartozik, annak leghíresebb, közepes testméretű képviselője. A 13–18. század között Közép-Európa legkiválóbb hústermelője volt, állománya átvészelt súlyos történelmi időket, és évszázadokon keresztül jelentős szerepet játszott a magyar gazdaság egészében. Néhány elkötelezett szakembernek köszönhetően sikerült a fajtát megőrizni és ma már az állomány létszáma emelkedik, azonban a tenyésztésben természetesen nem a régmúltban elfoglalt helyét tölti be.
A magyar kormány 2008 őszén kezdeményezte az Európai Bizottságnál a „magyar szürkemarha hús” oltalom alatt álló földrajzi jelzésként (OFJ) történő nyilvántartásba vételét, amely a 2011. december 9-i 1300/2011/EU bizottság végrehajtási rendelettel megvalósult.

## Eredetmagyarázatok

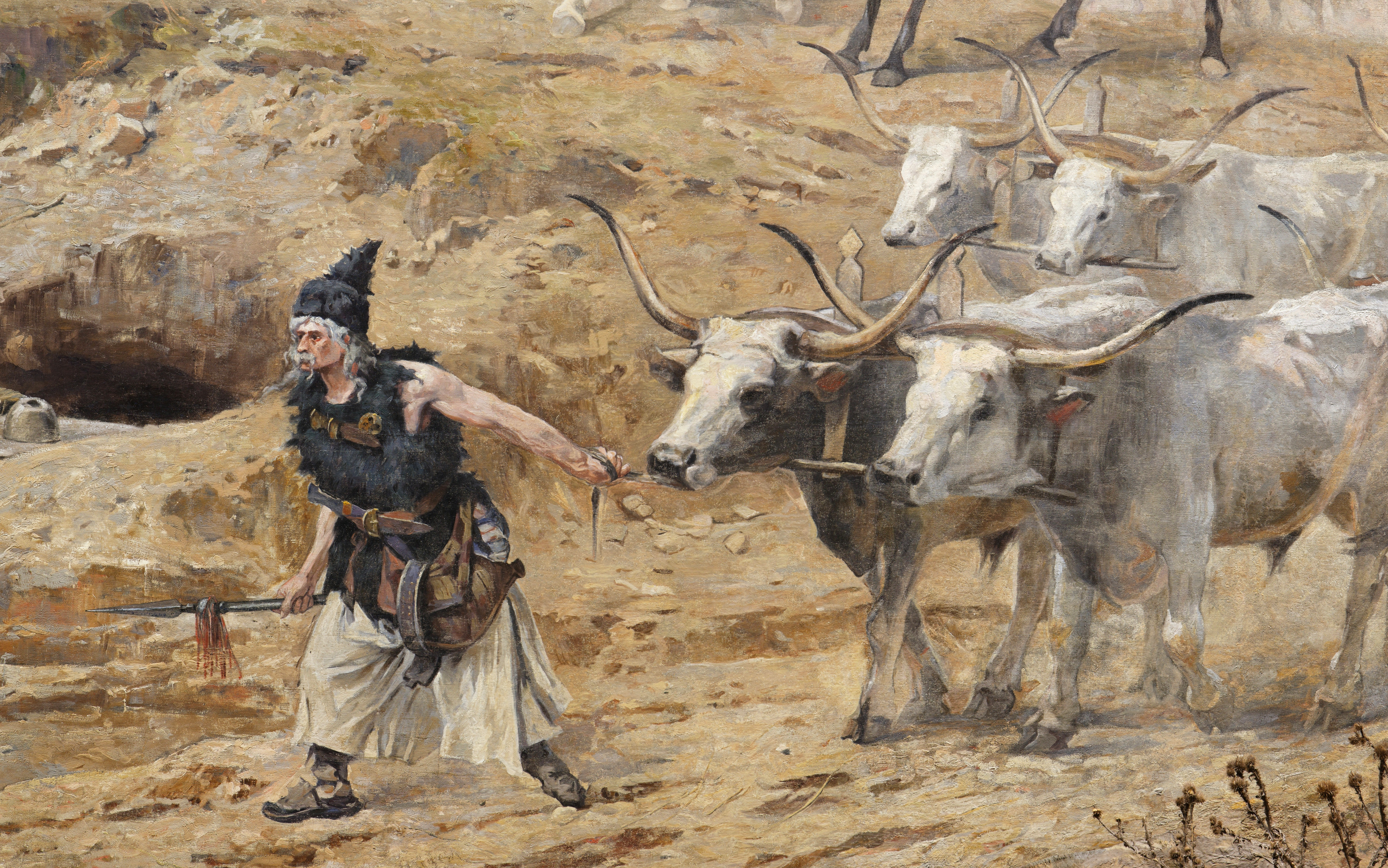
Feszty Árpád: A magyarok bejövetele Pannóniába (részlet)

A szürkemarha eredetéről már régóta folyik a vita a kutatók között, de általánosan elfogadott magyarázat még nem létezik. A 19. századi tudósok szerint – közéjük tartozik Kubinyi Ferenc is, aki az első történeti állattani munkát adta ki 1856-ban – a magyar szürkemarha honfoglaló őseinkkel érkezett a Kárpát-medencébe. Feszty Árpád körképén szürkemarhákból álló ökörfogatot ábrázolt. Az ellenvélemények már korán megjelentek, hiszen az elmélet feltételezi a háziállatok évszázadokon keresztül való változatlanságát, figyelmen kívül hagyva az élőlények változékonyságát, az életfeltételek módosító befolyását. Ennek ellenére az elmélet sokáig tartotta magát, hiszen Hankó Béla még 1957-ben is ezt a magyarázatot tartotta elfogadhatónak. Matolcsi János azonban kimutatta, hogy azok a csontleletek, amelyekre támaszkodva Hankó a megállapításait tette, 13–14. századi török–tatár halomsírokból származnak, és a magyar szürkemarha koponyájával számottevő különbségeket mutat. Bökönyi Sándor kutatásai pedig rámutattak arra, hogy a hosszú szarvú magyar szürkemarha létezésére utaló leletanyagot legkorábban csak a 14–15. századi régészeti anyagban találtak. A kora Árpád-kori szarvasmarhaleletek arról árulkodnak, hogy őseink állatai átlagban mindössze 112 cm marmagasságúak voltak, s valószínűleg hasonlíthattak a Képes krónika A magyarok bejövetele Pannóniába című miniatúráján látható kis testű, rövid szarvú egyedekre.
Miután a honfoglalókkal érkező szürkemarhákról szóló elméletet elvetették, még mindig maradt a kérdés: honnan származik a fajta? Több érdekes, jobban vagy kevésbé megalapozott válaszlehetőség született. Bökönyi Sándor a leletekre alapozva jelentette ki, hogy a szürkemarha őseit a kunok hozták magukkal. Matolcsi János szerint őseink a magukkal hozott podóliai jellegű és a Kárpát-medencében talált heterogén szarvasmarhákból tenyésztették ki néhány évszázad alatt a magyar szürkét. Ferencz Géza azt az álláspontot képviseli, hogy a honfoglaló magyarok kalandozó hadjárataik során Nyugat-Európából, Itáliából hozták be a fajta őseit. Érdekes, de kevéssé elfogadott elmélet Jankovich Miklósé, aki szerint a magyar szürke szarvasmarhát a Kárpát-medencében domesztikálták a kora középkorban az akkor még itt élő őstulok befogott fiatal egyedeiből. A legújabb kutatási eredmények alapján mindegyik magyarázatban lehet igazság, hiszen nem zárható ki, hogy a szürkemarha ősei között ugyanúgy volt a honfoglalókkal ideérkezett podóliai típusú szarvasmarha, mint a később betelepült népekkel érkező, s lehetséges, hogy a fajta kialakulásában közreműködött néhány őstulokbika is.
Az biztos a régészeti leletek alapján, hogy a kis termetű magyar szarvasmarhák a tatárjárás során tűntek el hirtelen és végleg a leletanyagból. Ehelyett – a 13. századi pauza után – tűnik fel a szürkemarha az Alföldön, ami egybeesik a kunok betelepedésének idejével és helyével.

## Tulajdonságai

### Színe

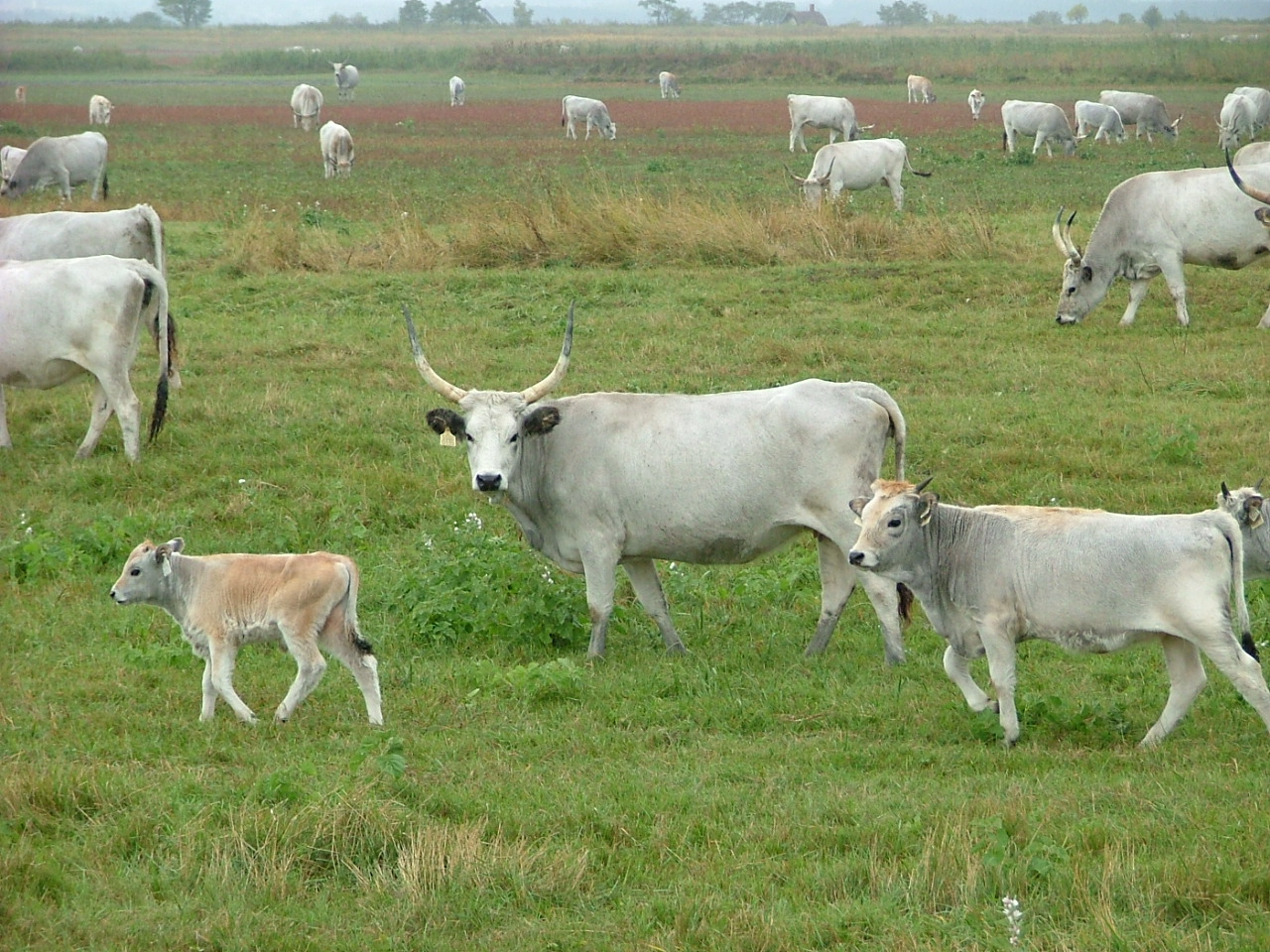
Magyar szürke tehén pirók színű borjával

Az állatok színe a kortól függően változik. A borjak születéskor „pirók” színűek, s ezen belül több árnyalatot megkülönböztetnek. A leggyakrabban előforduló szín a sötét pirók, pirók vagy világos pirók. A borjak színe két-három hónapos korban elkezd világosodni, majd szürkülni, és 4–6 hónapos korra teljesen szürkék. A kifejlett szürkemarha az ezüstszürkétől a sötét daruszínig terjedő színárnyalatokban fordul elő, a következő árnyalatokat különböztetik meg: ezüstfehér, ezüstszürke, kékszőrű, darvas, daru, sötétdaru, rigószőrű. A bika „kormos” színe általában 3-4 éves korra alakul ki teljesen: nyaka, az alkarja elülső része, válla egy része, a marja, a mellkasa és a hasa oldalt és alul fekete színű, vagy feketével színezett. A túlságosan kormos szín nem hiba, de a tenyésztők nem kedvelik. A bikák szeme körül „ókula”, sötét karika van. A tehenek szarvtövénél a hosszabb szőr homlokkoszorút alkot, a bikák fején ez mint göndör homlokszőr mutatkozik. A szempilla, a fül szegélyszőre és a farokbojt fekete.
A bőr palaszürke színű, de rózsaszín a combok között, a herezacskó felső részén (alul pigmentált), a tőgyön és a fülben. A szájpadlás színe fontos a tenyészállatok kiválogatásánál: színe lehet rózsaszínű, palaszürke és foltos, de a szelekciónál előnyben részesítik a palaszürke szájpadlású egyedeket. A más szájpadlásszín, illetve a bikák túl kormos színe idegen (például maremmai szürkemarha) beütésre utalhat, ezért a tenyésztők inkább kerülik őket, így törekednek a szürkemarha egységes megjelenésének megőrzésére.
A szőrzet színe évszakonként is változhat: a fedőszőr nyáron rövid, vastag, egyenes, télen tömött és hosszú. Az állatok télen sötétebb színűek és szőrzetük több rőt árnyalatú szőrszálat tartalmaz. Színük a tavaszi vedlés után a legszebb.

### Testalkata
A tenyésztők által legkedveltebb fejforma a majdnem egyenes profilvonalú fej, széles homlokkal és fejtetővel, kissé kiálló szemboltokkal. Tapasztalatok szerint nagyon fontos a széles szarvtő, előnyös fejlődési erélyről árulkodik. A szarv alakjára rengeteg kifejezés van. Ha széles szarvtőből indul, és hosszú, harmonikus alakulású, „címeres” szarvról beszélünk. A legkedveltebb alakú a táblás, a csákó, a gallyas és a szép alakulású lant alakú szarv. Ezen kívül ismernek még bajusz, csutak, nyársas, tülkös, kukora, villás, kecske, tulipán, pödrött, pörge, sodró, sodrott és balog alakú szarvakat is. A leghosszabb az ökör szarva, akár méteres is lehet. A bikáé valamivel rövidebb, 50–70 cm, de ennek is meg kell haladnia a fej hosszát. Legrövidebb, legvékonyabb szarva a tehénnek van. Szarvigazítót bikáknál nem, ökröknél régen használtak, hiszen az ökörfogat szépségét és ezzel együtt a gazda büszkeségét nagyban emelték a szép és azonos szarvállású állatok. A bikák szarvának hegyére szarvgombot helyeznek, hogy ne tehessenek kárt egymásban, és hegye a gyakori földhányás miatt ne rojtozódhassék ki. Színe kifejlett állatoknál a szarvtőnél piszkosfehér, középen fehér, a hegye felé eső egyharmada fekete. A borjaké és növendékeké sötétszürke.
A szürkemarha nyaka hosszú, de keskeny és izomszegény. A tenyésztők a szívós, erős izomzatot kedvelik, de a tömeges izomkötegeket nem. A bikák tömege 700–900 kg, a teheneké 550–600 kg. A mar gyakran erősen kiemelkedik, s a mar és a szintén magas farbúb között a hát viszonylag alacsonyabb. Az állat mellkasa mély és hosszú, de nem dongás, szügye széles és izmolt. Végtagjainak felső részén nem nagy tömegű, de szívós izomzat található. Az ízületei nem terjedelmesek. A farka hosszú, csánk alá érő, dús bojtú. Tejtermelése mindössze 1000 kg, de laktációs időszakban elérheti a 4000 kg-ot. A tej zsírtartalma 5%. Az ökrök száraz, finom rostú húsa kevés intramuszkuláris zsírt tartalmaz, így elsőrendű leveshúst szolgáltat.
Igen intelligens és igénytelen állat, betegségekkel szemben rendkívül ellenálló. A tehén könnyen ellik, borjához nagyon ragaszkodik, féltőn óvja. Pusztulása esetén képes napokig bolyongani és keresni.

### Életkora
A legidősebb ismert magyar szürkemarha 32 évet élt.

### Típusai

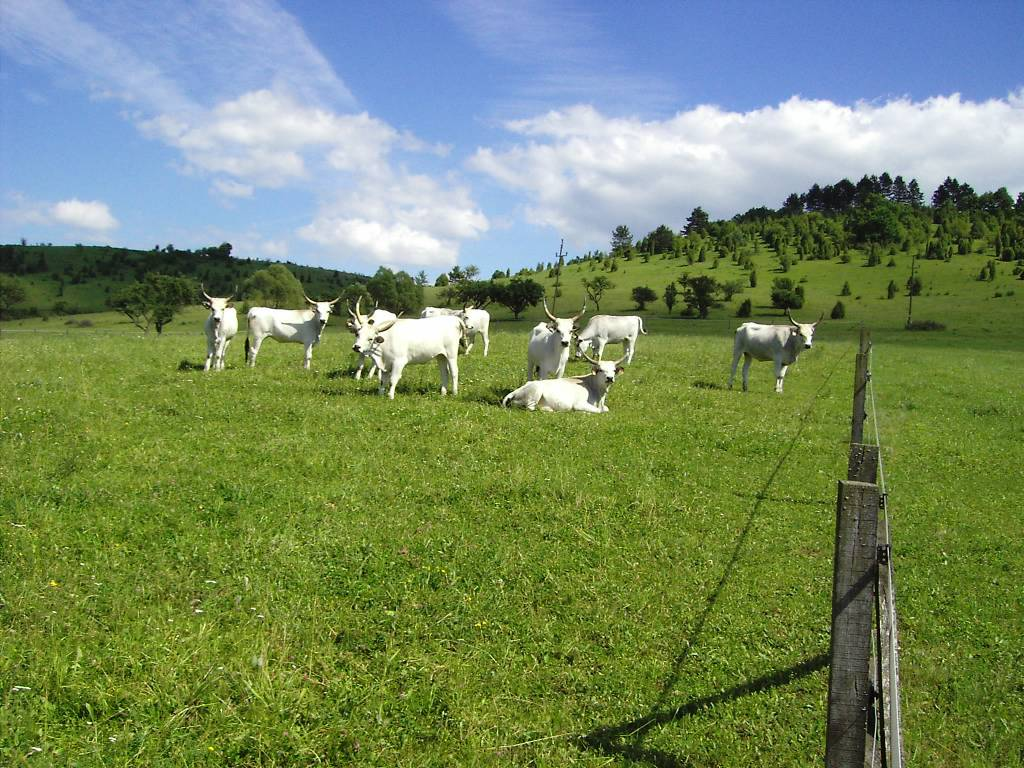
Gulya Szinpetrinél

A magyar szürkemarha nem homogén fajta, több típusa alakult ki.
- Primitív, kis testű típus
  - Fejletlen, alacsony marmagasságú típus; létrejöttében a rossz minőségű takarmányozás és a nem kielégítő életkörülmények játszottak szerepet. Jellemzője a nem tetszetős szarvalakulás és a hibás lábszerkezet.
- Durva igás típus
  - Nagy marmagasságú, magas marú, mély mellkasú egyedek tartoznak ebbe a típusba. Lábai hosszúak, mozgása élénk.
- Finom tejelő típus
  - Tetszetős, kis termetű, nemes, finom szervezetű szürkemarha-típus. Szarvai vékonyak, a tőgye jobban fejlett.
- Nagyüzemi típus
  - Nemes, tetszetős megjelenésű, sokszor szép, címeres szarvú. Napjainkban a leggyakoribb típus.[5]

A típusok megőrzése elsősorban a genetikai tartalékok megőrzése érdekében fontos feladat.

### Rokon fajták
A fajtának több közeli és távolabbi rokona van. Legközelebbi rokonai a következők:
- maremmai szürkemarha: közép-olaszországi fajta. Küllemre és színre rendkívül hasonlít a magyar szürkemarhához, de kissé sötétebb és nagyobb a marmagassága. A két világháború között és a hetvenes években a magyar szürke vérfrissítésére használták. A magyar szürkemarha fajtatiszta állapotának megtartása érdekében a maremmai szürkemarha utódokat fokozatosan kiselejtezték.
- erdélyi szürkemarha: testes, zömök fajta, az idők folyamán gyakran keresztezték a magyar szürkével. Már az 1800-as években komoly tenyésztői munka folyt a fajtával, elsősorban a húsirányú szelekció volt a jellemző, de néhány tenyészetben tejelő marhákkal foglalkoztak, nem eredménytelenül. Az 1950-es években önálló tenyészkörzete megszűnt, s a fajta az 1960-as évek közepén kipusztult.
- ukrán szürkemarha: rövidebb szarvú, de hasonló színű, mint a magyar szürkemarha, küllemében nem túl homogén. Egyes vizsgálatok szerint jó tejtermelő képességű lenne, de zord körülményei ezt nem teszik lehetővé. Kis létszámú, mindössze egyetlen tenyészetben tartják.[7]

## A marhakereskedelem történelmi szerepe
A források a 14. századtól a 19. századig szinte megszakítatlan marhakereskedelemről szólnak. A 14-15. században Nyugat-Európában olyan fordulat következett be, amely a keleti térségekben jobbára elmaradt: a céhes ipar kibontakozásával megnőtt a városok szerepe, s a jobbágyok tömegesen költöztek azokba. A megnövekedett városi lakosság hússzükségletét a keleti területeken nevelkedett marhák exportjával oldották meg. A magyar szürkemarha eljutott Nürnberg, Augsburg, München, Ulm vásáraiba éppúgy, mint Itáliába és Morvaországba. A kereskedelem fénykora a 17. században volt, amikor az évente kivitt marhák számát 100 000-re becsülik, csak Nürnberg évente 70 000 állatot vásárolt. Az Alföldről a hajdúk által hajtott, saját lábukon érkező állatok a külföld csodálatát vívták ki remek minőségű húsukkal, rendkívül ellenálló szervezetükkel. A német városokban törvény mondta ki, hogy amikor megérkeznek a magyar gulyák a piacra, akkor a mészárszékekben máshonnan származó húst kimérni tilos, nehogy rossz minőségű kerüljön a kiváló minőségű, és éppen ezért drága szürkemarha-hús közé.
A vásárok a török fennhatósága alatt sem szüneteltek, hiszen az azokból befolyt adóból ők is nagy haszonhoz jutottak. A kereskedelem nagy része egy gazdag és jelentős kereskedőréteg, a tőzsérek kezében volt, de részesültek belőle a mezővárosok parasztpolgárai éppúgy, mint a nagybirtokosok, egészen 1622-ig, amikor a bécsi udvar monopolizálta a marhakereskedelmet. A rablógazdálkodás eredményeképpen 1695-ben a császári biztosok jelentése szerint már nincs Debrecenben magyar szürkemarha. Ez szerencsére nem volt igaz, de a létszám ijesztően lecsökkent. Az utolsó nürnbergi marhavásár 1713-ban volt, de az előző évszázadokban a marhakereskedelem haszna nagy jelentőséggel bírt a magyar társadalomra és gazdaságra.

### Puszták és mezővárosok
A pusztásodás, a falvak tömeges elnéptelenedése és megszűnése különösen a 14–15. században volt jelentős és gyakori Európában. Magyarországon is gazdasági és társadalmi tényezők, elemi csapások idézték elő a falvak egy részének megsemmisülését; a folyamat a tatárjárás idején kezdődött, és a törökök megjelenésével felgyorsult. A kis falvak lakói a nagyobb településekre költöztek, ahol jobban védve érezték magukat, a korábban megművelt területek parlagon maradtak, s lassan visszafoglalta őket a természetes növényzet. Így alakultak ki azok a hatalmas, lakatlan, legelőnek használható területek, elsősorban az Alföldön, amelyeknek léte egyik előfeltétele volt a hatalmas méreteket öltő külterjes szarvasmarhatartásnak.

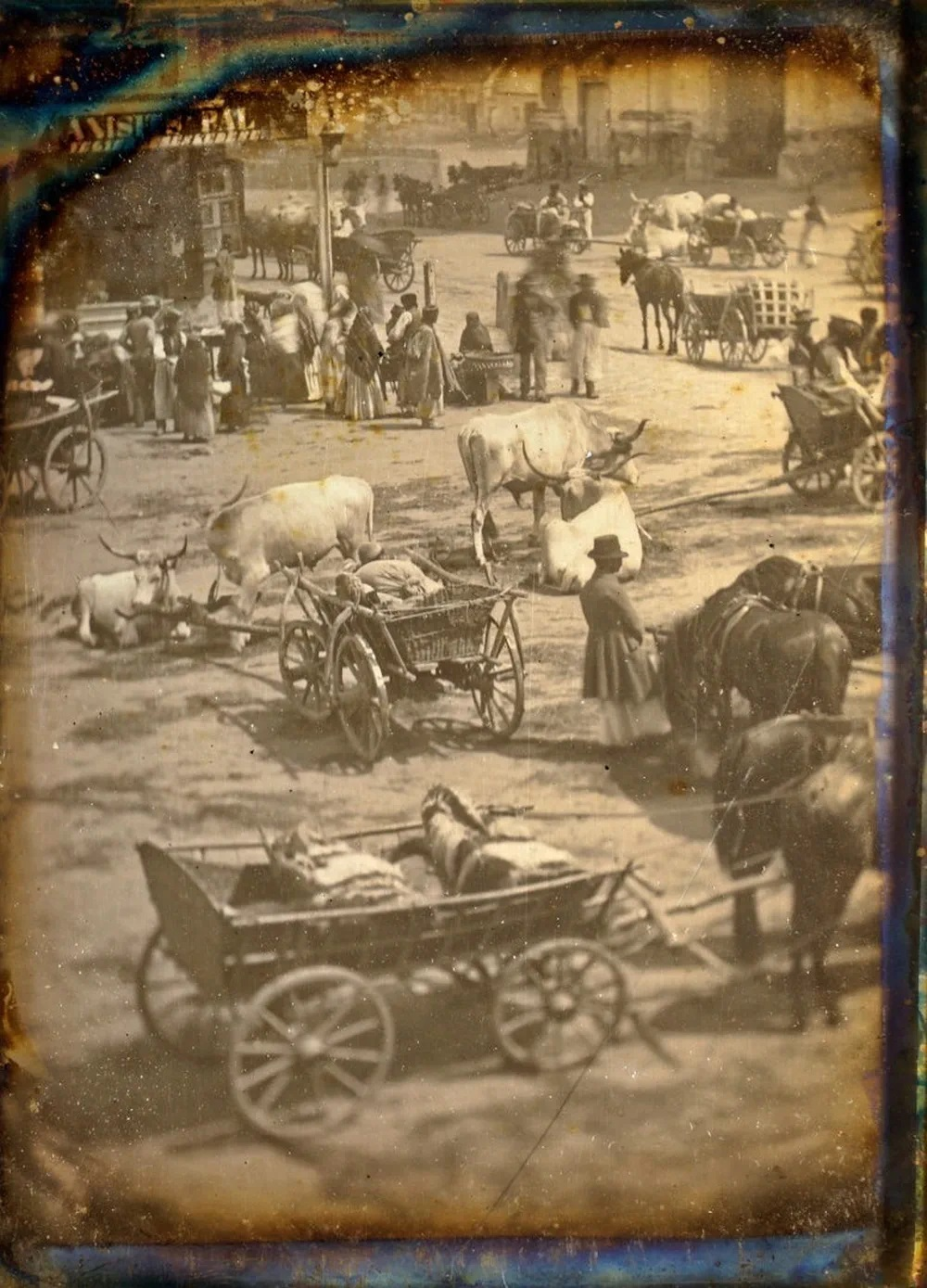
Zalaegerszeg piaca szürk marhákkal 1845 körül dagerrotípián (a mai Kazinczy tér)

Miután a török kori gazdaság legjövedelmezőbb ágazata a marhatenyésztés és -kereskedelem volt, ez elősegítette azoknak a településeknek a meggazdagodását, amelyek ebben szerepet vállaltak. Az alföldi mezővárosok élelmes parasztpolgárai bérelt pusztákon foglalkoztak a marhatenyésztéssel, majd bekapcsolódtak a nyugati kereskedelembe. Mivel a tenyésztés és a hajtás hatalmas csordákban történt, ez több tízezer parasztgazdaságot tett érdekeltté az előállításban és a forgalmazásban. A meggazdagodó mezővárosi és falusi parasztoknak azután nagy szerepük volt abban, hogy a magyar települések önkormányzata a török megszállás ellenére fennmaradt. A többletjövedelem lehetővé tette, hogy függetlenítsék magukat a földesúri fennhatóságtól, és elinduljanak a mezővárosi fejlődés útján (Cegléd, Mezőtúr), esetenként a városodás felé (Debrecen, Kecskemét, Zalaegerszeg). A marhakereskedelem bevételei a török elleni küzdelemben is letagadhatatlan szerepet játszottak, hiszen ebből telt adókra, a végvári katonaság fenntartására. A mezővárosok függetlenedése és gazdasági ereje tette lehetővé a reformáció elterjedését az alföldi településeken.
Nemcsak az alföldi marhatartó településeknek jelentett azonban fontos bevételt a kereskedelem, hanem a kereskedelmi útvonalak mellett fekvő birtokoknak, településeknek is. A hatalmas, olykor több ezer marhából álló gulyáknak útközben vízre és legelőre volt szükségük, s az érintett települések, birtokosok ezt „fűbér” fejében biztosították is. Az úton levőket, hajtókat, kereskedőket a csárdákban látták el élelemmel, itallal, s ezek a pihenőhelyek éppen akkora távolságra álltak egymástól, amennyit két etetés, itatás között a gulyák megtettek, 12–14 km-re. Körülöttük 20-40 holdnyi területet jelöltek ki ingyenes legeltetés számára. A folyón való átkelésért is fizetni kellett, és ez sem volt kis bevétel, hiszen csak 1563. július 22. és 1564. március 9. között 30 428 marhát hajtottak át a váci réven (a téli hónapokban a szállítás szünetelt), amely a marhacsordák Bécs és Németország felé vezető fő útvonalába esett. A révnaplók tanúsága szerint az állatok mind az Alföldről származtak. A bevételeknek jelentős hányada a királyi kincstárat gyarapította.
A marhavásárok helyszínéül szolgáló települések is hatalmas fejlődésen mentek át az idők folyamán. Jelentős vásárvárosok voltak Győr és Sopron, amelyek a Németországba tartó kereskedelmi útvonalakon feküdtek, s Nagykanizsa, amely a 16. század 30-as, 40-es éveiben érte el egyik virágzását, amikor a Kanizsai család az Itália és Stájerország felé irányuló marhakereskedelem központjává fejlesztette. Győr életében oly fontos volt a marhavásár és -kereskedelem, hogy amikor 1598-ban, négy évig tartó török uralom után a város felszabadult, és az elmenekültek visszatértek, a marhakereskedelem volt az egyik első tevékenység, ami újult erőre kapott.

### Hajdúk, parasztok, nagybirtokosok
A félvad állatoknak a terelése, védelme a rablóktól és a vadállatoktól fegyverfogatásban jártas, harcedzett férfiakat igényelt. Ők voltak a hajdúk, akik a török hódoltság előrehaladtával a 16. század végére jelentős katonai erővé váltak, s a marhapásztorkodást felcserélték a zsoldos katonai szolgálattal. Kialakult sajátos katonai szervezetük – elöljáróikat, kapitányaikat, hadnagyaikat és tizedeseiket maguk választották – és jellemző harcmodoruk, melynek lényege a portyázás és lesvetés volt. Bocskai István letelepítette őket saját birtokaira. Háború idején katonáskodtak, ennek fejében közösen nemesi szabadságot kaptak, és mentesültek mindennemű földesúri szolgáltatás alól.
A marhakereskedelem elősegítette a gazdagparaszti és nemespolgári réteg kialakulását is. Győrben a kereskedelembe bekapcsolódó és azon meggazdagodó családok közül többen nemesi címet is nyertek, így bújtak ki a földesúri kötöttségek alól. Ezek a nemespolgárok a továbbiakban is élénken részt vettek a város életében, tartották magukat a polgári közösség rendjéhez, és a közösségből rájuk eső terheket is teljesítették.
A marhakereskedelem konjunktúráját kihasználva a nagybirtokosok is vagyonokra tettek szert, mint például a Kanizsaiak, a Batthyányak. Nádasdy Tamás nádor alföldi marhák megvásárlásával, felhizlalásával és eladásával gyarapította egyébként sem szerény vagyonát. Bethlen Gábort kortársai Erdély első tőzsérjének nevezték. Zrínyi Miklós, a költő és hadvezér a marhakereskedelemből szerzett bevételeiből finanszírozta magánhadserege fenntartását és a törökök elleni harcait. Ellenőrzése alatt tartotta a hatalmas horvátországi birtokain átmenő kereskedelmi útvonalakat, és a bécsi udvar tiltása ellenére saját marhavásárhelyet tartott fenn.
A kereskedelem más családokat hozzásegített a társadalmi felemelkedéshez. A Thököly család vagyonának és hírnevének megalapozója Thököly Imre dédapja, Thököly Sebestyén volt, aki marha- és borkereskedőként nagy vagyonra tett szert, majd 1572-ben nemességet, 1598-ban bárói címet kapott. 1580-ban feleségül vette Dóczy Zsuzsannát, s házassága révén előkelő családokkal került rokonságba.

### A szürkemarha sorsa a nagyarányú kereskedelem megszűnése után
A források szerint még a 19. század elején is folyt marhaexport, de időközben nagy változások következtek be a mezőgazdaságban: a külterjes állattartás színhelyéül szolgáló legelőket feltörték, és előtérbe került a szántóföldi gabona- és takarmánytermesztés, a szarvasmarhafajták közül pedig egyre keresettebbek lettek a tejtermelésre szelektált, istállózó tartásban nevelhető fajták, összefüggésben a városok megnövekedett tej- és tejtermékigényével. A nagyarányú szürkemarha-tenyésztés végét az 1863-as nagy aszály jelentette, amikor a felperzselt legelőkön ezrével hullottak el az állatok, s amely után az állomány soha többé nem érte el a korábbi számát. A szürkemarha szerepe megváltozott: az igás ökör előállításában használták, ennek a feladatnak pedig jóval kisebb létszámú populáció is megfelelt.
Amikor az 1880-as évektől kialakították a fajtakörzeteket, a szürkemarha tenyészkörzete az ország középső része lett. Ám az első világháború után, amikor a mezőgazdaság gépesítése megkezdődött, s már ökrökre sem volt szükség, sok gulyát felszámoltak. A folyamat megtorpanását jelentette a nagy gazdasági világválság, amikor újra keresni kezdték az ökröket. 1931-ben megalakult a Magyar-marha Tenyésztők Egyesülete, amely a tenyésztést irányította. A második világháború után a tenyésztőmunka megszűnt, mert a szürkemarha az akkori vezetői vélemények szerint nem versenytársa a modern fajtáknak. A hatvanas évek közepére létszáma vészesen lecsökkent, a háztájiban található néhány példánytól eltekintve három állami gazdaságnak volt gulyája, amelyben összesen hat bika és kétszáz tehén volt. Tulajdonképpen a mai állomány ezektől az állatoktól származik. A szürkemarha-populáció létszáma a 70-es évektől kezdve egyenletesen emelkedik, az állatok legnagyobb része a nemzeti parkok területén él. 1989-ben, hosszas előkészületek után megalakult a Magyar Szürke Szarvasmarhát Tenyésztők Egyesülete, amely ma a tenyésztést koordinálja.

### Jelentősége napjainkban
A Nyugat-Európában megjelenő kergemarhakór miatt felértékelődött a csak természetes, növényi eredetű táplálékot fogyasztó, garantáltan BSE-mentes szürkemarha húsa, amely az állat lassúbb növekedése miatt tömörebb és tartalmasabb az egyéb eredetű marhahúsoknál; a vágásra tartott egyedek 3–3,5 éves korukban érik el azokat a paramétereket, amelyeket az intenzív hizlalásban tartott marhák 16-18 hónapos korukban. A fokozott BSE-mentességnek igen jelentős oka, hogy a magyarországi szürkemarhák nem kapnak és soha nem is kaptak állati eredetű fehérjét tartalmazó tápot, takarmányt. Emellett az állomány mint génbank is jelentős.

## Kultúrtörténeti jelentősége
A szürkemarha kereskedelmi értékén kívül is nagy szerepet játszott a mindennapi életben, sajátosan épült be a paraszti termelés rendjébe. Csontjából enyvet főztek, a drága viaszgyertya helyett a paraszti háztartásokban marhafaggyúból készült gyertyával világítottak. A pásztorok több évszázados eljárással tartósították a húsát: az apróra vágott húst nagyon sós vízben megfőzték, majd kiterítették és megszárították, s szellős vászontarisznyában tárolták. Főzésnél személyenként fél marékkal tettek a bográcsba. Valószínűleg ez az étel lehetett a világhírű gulyás (s nem gulyásleves!) elődje, amelynek egyik leghitelesebb leírását Erdei Ferenc adta:
A szigorúan hagyományos gulyásfőzés technológiája az, ahogyan a gulyások főzték, ezért gulyás a neve. Ez adja a legízesebb marhahúslevet, s ez a legegyszerűbb főzési mód: a bográcsba egyszerre bele kell tenni a húst és a hagymát, hidegen hozzátenni a szükséges mennyiségű vizet, s feltenni a tűzre. Mindjárt bele lehet tenni a piros csövespaprikát, de sózni, paprikázni legjobb a felforrás után. És amikor már előrehaladt a hús puhulása, akkor kell hozzáadni a burgonyát, hogy egyszerre főjön meg a hússal. (…) Ám az így készült gulyás minden más marhahúslénél jobb ízű. Nem húslevesízű, nem is olyan, mint a paprikás, hanem a kettő között álló saját íze van.
A szarvasmarha húsa mellett nagy értéket képviselt bőre is, amelyet ügyes kezű mesteremberek dolgoztak fel. A Zrínyi család birtokainak jövedelmében nem elhanyagolható tényező volt a nyersbőr eladásából származó jövedelem. A tímármesterek által kikészített bőr a csizmadiákhoz került, hogy elnyerje végső formáját. E mesterségek központi szerepet töltöttek be a mezővárosokban. A bőr kikészítését a pásztor is elvégezte, s így saját használati tárgyait is elkészítette: egyszerűbb ruhadarabokat, bocskort, esetleg tarisznyát varrt, művészi kivitelű karikás ostort font, pásztorkészséget készített, amely a késtok, kovakő, acélkő és a dohányzacskó övre erősítésére szolgált.
Mivel az Alföld szegényebb fában, mint a Dunántúl, ezért itt kevesebb pásztorok által fából készített tárggyal találkozhatunk. A fa helyett viszont az alföldi pásztorművészetben központi szerepet játszik a szürkemarha szarva. A szarut könnyű volt megmunkálni, hiszen hőre könnyen lágyul, s ezt úgy érték el, hogy forró takarmányrépát, tököt húztak rá, majd faragással, karcolással, spanyolozással gazdagon díszített pásztorkürtöket, sótartókat, orvosságos edényeket (rühzsírtartókat) készítettek. A parasztok által a fenőkő tárolására használt fentok éppúgy a szürkemarha szarvából készült, mint a gombok és fésűk, amelyeket a vásárokban árultak.

## Tartástechnológia

### Hagyományos legeltető állattartás

#### A legelő

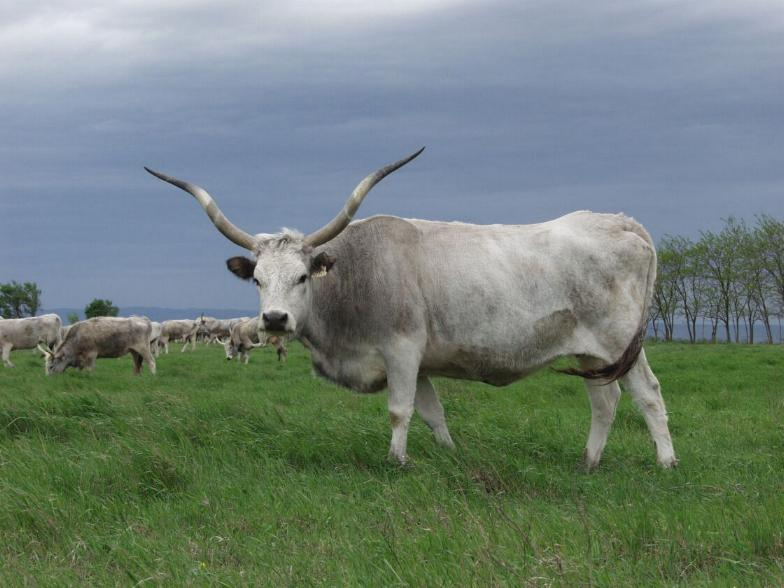
Ridegtartás Mekszikópusztán

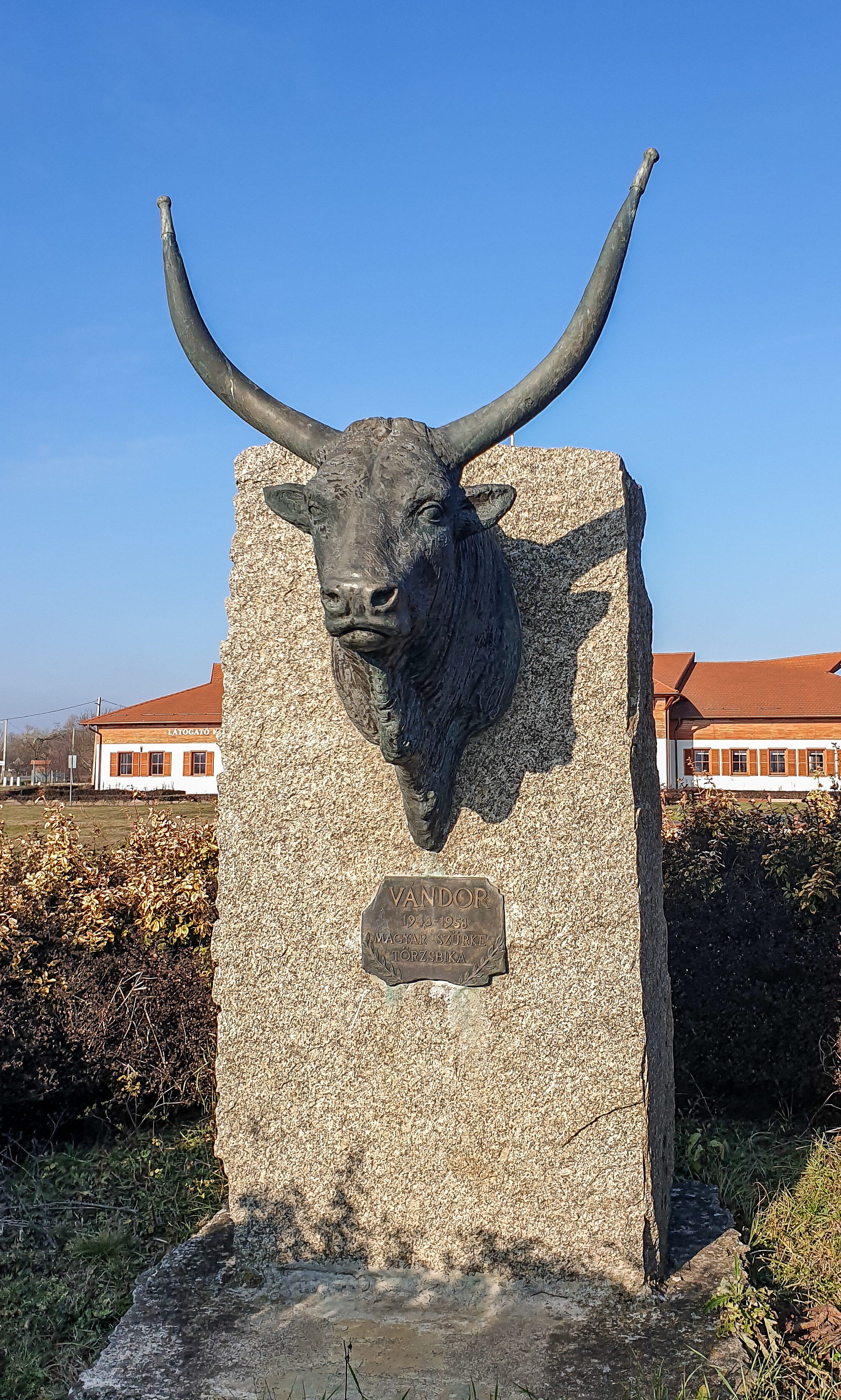
A Vándor nevű tenyészbika (1948–58) szobra Kisaron

A folyószabályozások előtt a Tisza és mellékfolyói az Alföld területén 2,5-3 millió katasztrális holdat öntöttek el. Így kialakult a gazdálkodásnak egy olyan övezettsége, amely a legmegfelelőbben használta ki az adottságokat:
- folyószint: víznyerésre és a legelő állatok itatására alkalmas,
- árvízjárta terület: rétek, legelők, ártéri erdők,
- ármentes terület: települések, kertek, szántóföldek,
- homokhátságok, löszhátak területe: szárazlegelők.

Az állatok legeltetése két szinten folyt, s minden állattartó közösség megpróbált mind ártéri legelőt, mind szárazlegelőt használatba venni, mert így nem voltak kiszolgáltatva annyira az időjárásnak és az árvizeknek. Ha emelkedett a vízszint, a szárazlegelőre hajtották a marhákat, ha a hőségtől kisült a növényzet, a nedves ártéri legelőket vették használatba.
A legelőket a közbirtokosság szervezte, ő fogadta fel a pásztorokat, elkészítette a legeltetés rendjét. A gazdák tulajdonhányaduk alapján engedtek állatokat a legelőre, s csak a pásztorok bérét kellett fizetniük. Nem volt azonban minden település olyan helyzetben, hogy a megnövekedett igényeknek megfelelő létszámú marhaállományának elegendő külső legelőt biztosítson a saját tulajdonában, s ilyenkor legelő bérléséhez folyamodtak. A bérelt és a saját tulajdonú legelőket a legeltetett jószág faja és haszna szerint járásokra osztották fel, volt például ménesjárás, csürhejárás, birkajárás, baromjárás, ökörcsordajárás stb. A legnagyobb legelőkkel Szeged, Kecskemét (Bugac) és Debrecen (Hortobágy) rendelkezett. Debrecen hortobágyi legelőin 1774-ben 11 gulyajárás, 2 ökörcsordajárás, 2 ménesjárás és 18 nyájterület volt. De nem mindig volt a legelő a település környékén. A jászberényiek Lajos és Mizse pusztákra hajtották állataikat Cegléd és Nagykőrös határán keresztül, engedéllyel és fűbért fizetve.

#### Sőre és gulya
Megkülönböztették a külső legelőn tartott fekvőmarhát a belső legelőn tartott járómarhától.
A göböly és sőre szavunk a hízóra fogott marhákból álló egységet jelenti. A göböly legmagasabb létszámát 250 állatban határozták meg, ennyiért tudott a pásztor felelősséget vállalni. A legelőre való kihajtás napja hagyományosan április 24., Szent György napja volt, a sőréket a legjobb legelőre hajtották, s gyorsan el kellett érniük vágósúlyukat, hiszen augusztus 1-jén, Vasas Szent Péter napján már kezdődtek a vásárok. A gyors hízást a pásztorok sózással érték el, mert a marha szereti a sót, ám szomjas lesz tőle, az ivástól viszont nő az éhsége. S az állatok a késő tavasszal és nyáron így mintegy három hónap alatt elérték vágósúlyukat.
A másik őrzési egység a gulya volt, amely akár ezer állatból is állhatott. Ivar és életkor alapján állították össze a gulyákat: volt szűzgulya, üszőgulya, tehéngulya, anyagulya, ökörgulya, aranygulya stb. A meddőgulyában a borjat nem fogott teheneket hajtották, s ha továbbra is meddőnek bizonyultak, a sőrébe kerültek. A tinógulyába az ivartalanított borjakat gyűjtötték össze, amelyeket hároméves korukban kezdtek igába fogni. Az igázott ökröket a pihenőnapokon, munkaszünetekben gulyákba fogták, s az ökörgulyát ugyancsak a legelőre hajtották. Ha a gazdának szüksége volt az ökreire, kiment értük. Az aranygulyába a legszebb teheneket, bikákat tették, tulajdonképpen itt folyt a tenyésztés. A kis létszámú gulyát falkának nevezték.

### Modern szürkemarha-tartás
A magyar szürkemarha tartásának és takarmányozásának ma is legfontosabb eleme a legeltetés. Évente átlagosan 215 legeltetési nappal számolnak a tenyésztők, de ez erősen időjárásfüggő. A legeltetés általában az első hóig tart, s közben a marhák nem kapnak sem abrakot, sem más kiegészítést. Egy szarvasmarhának a fű minőségétől függően 1-10 hektár területre van szüksége. Az itatást még ma is a gémeskutakból oldják meg, de általában szivattyúval, folyóvizet elővigyázatosságból nem itatnak a marhákkal. Az állatok vízigénye nyáron 50-100, télen 20-50 liter naponta. Télen szénát, takarmányszalmát, kukoricaszárat kapnak. A szürkemarhát tilos bármilyen ipari eredetű táppal, terméktakarmánnyal etetni, mert csak így biztosítható a teljes BSE-mentesség.
A fajta megmentésében nagy szerepet játszó hazai nemzeti parkokban ma is jelentős állományaikat tartják. A Hortobágyi Nemzeti Park, a Kiskunsági Nemzeti Park és a Fertő–Hanság Nemzeti Park területén a szikes puszták és más füves élőhelyek természetvédelmi kezelésében a ridegen tartott magyar szürke gulyák fontos szerepet játszanak.

## Képek

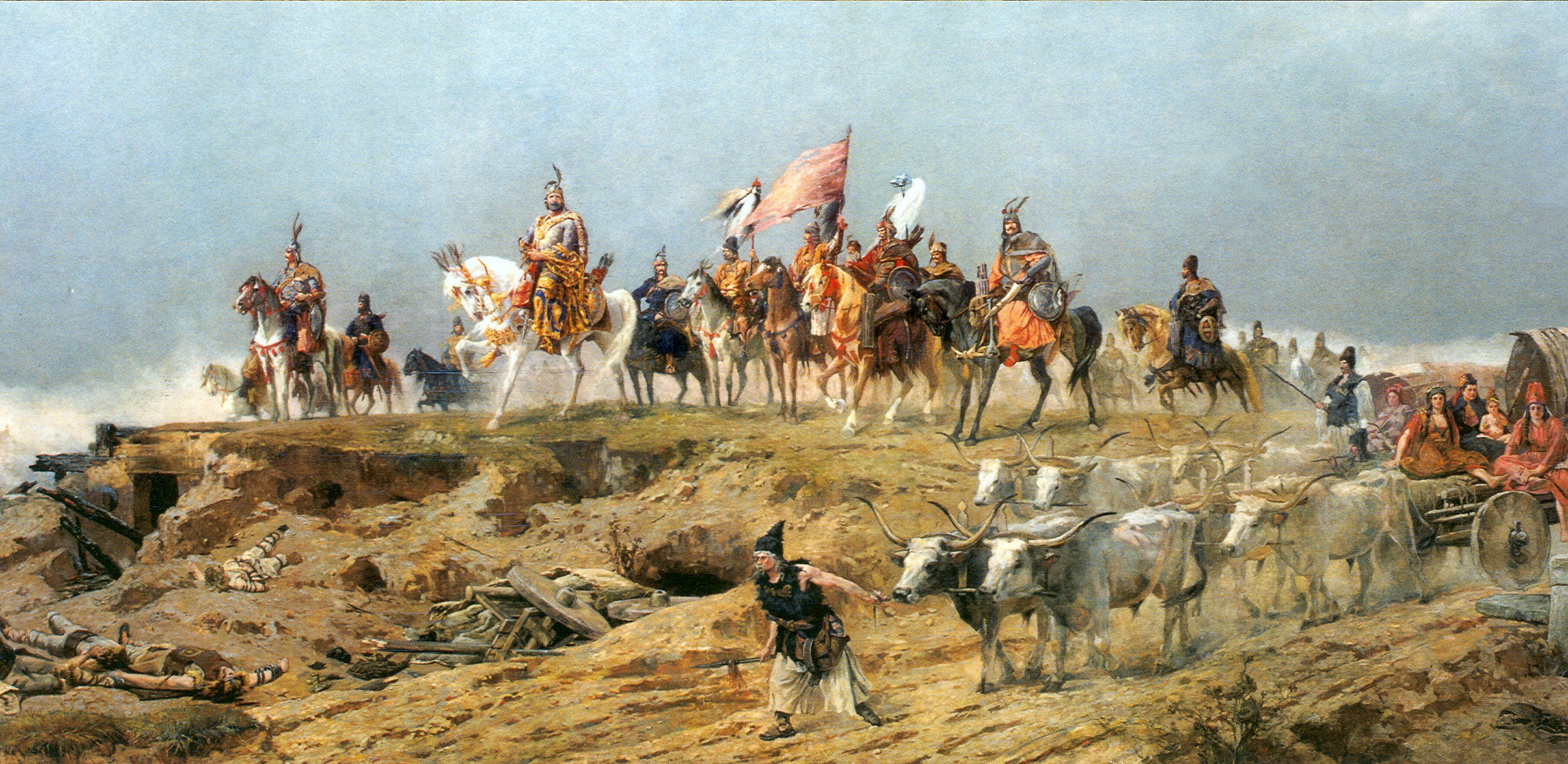
A Feszty-körkép egy részlete: Árpád fejedelem és vezérei. Az ábrázolás anakronisztikusan szerepelteti a fajtát
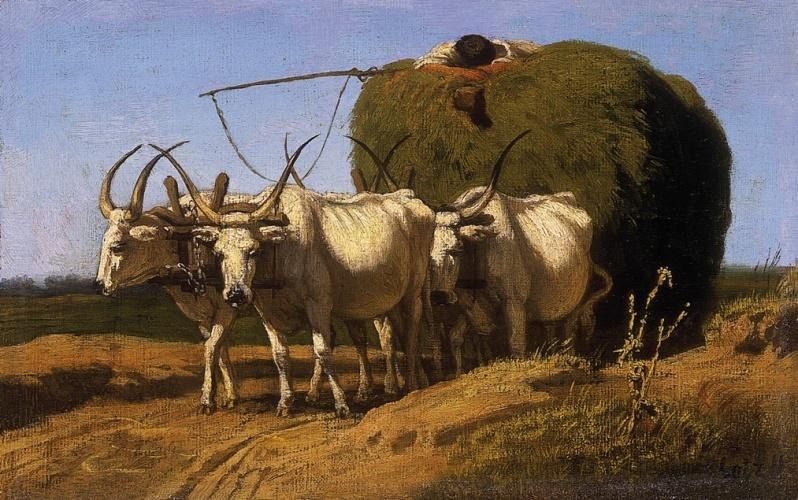
Lotz Károly: Ökrös szekér
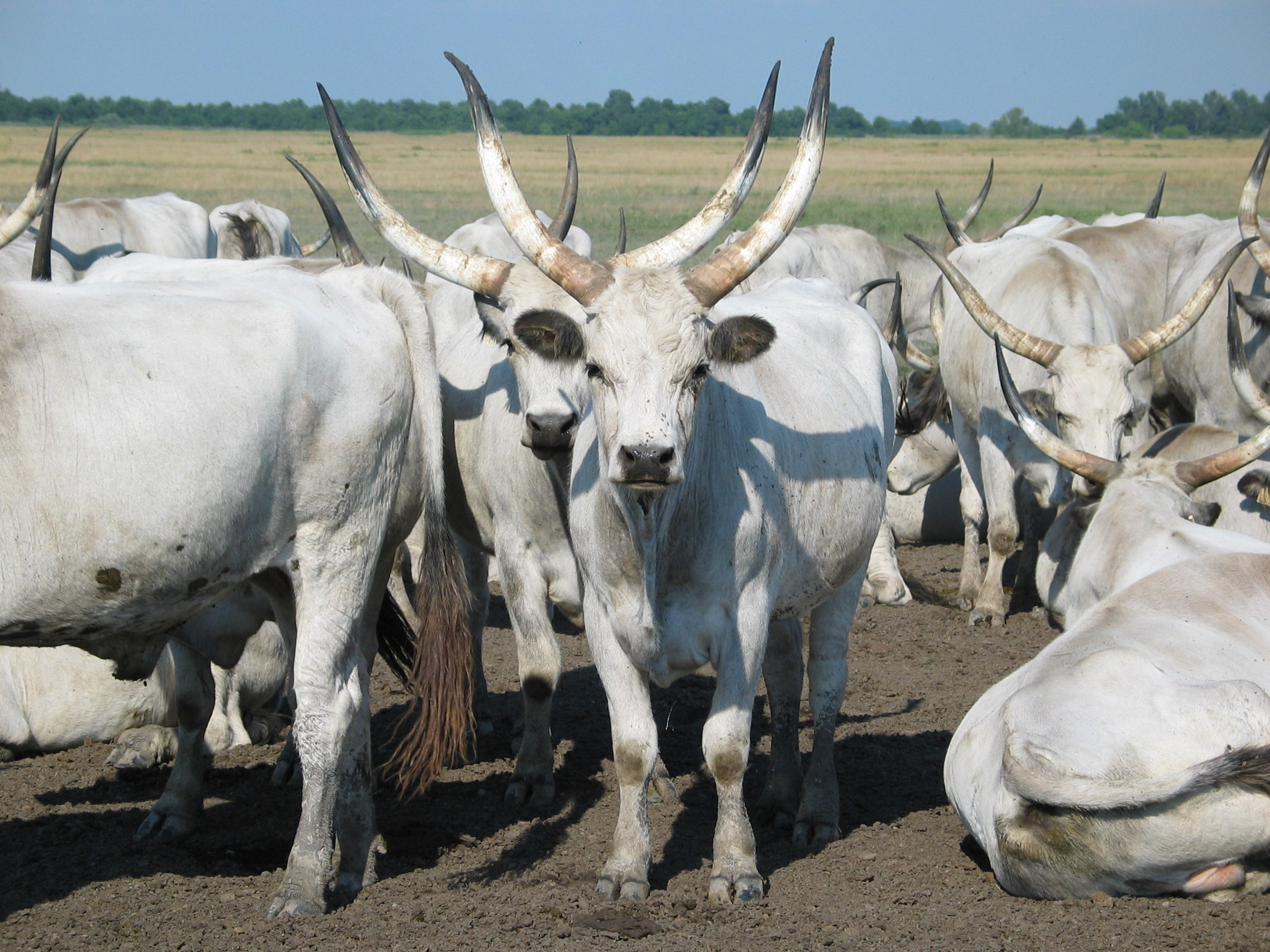
Gulya a Hortobágyon
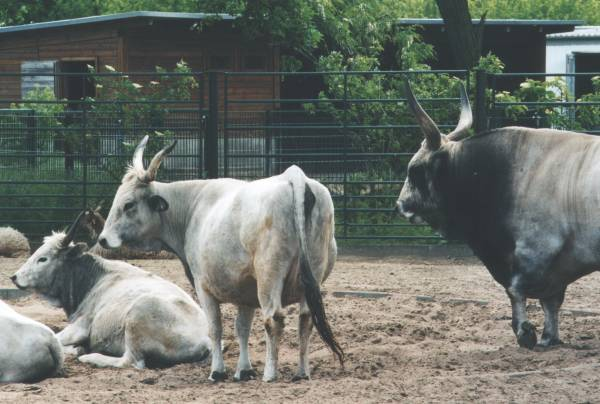
Bika, tehén és növendék borjú
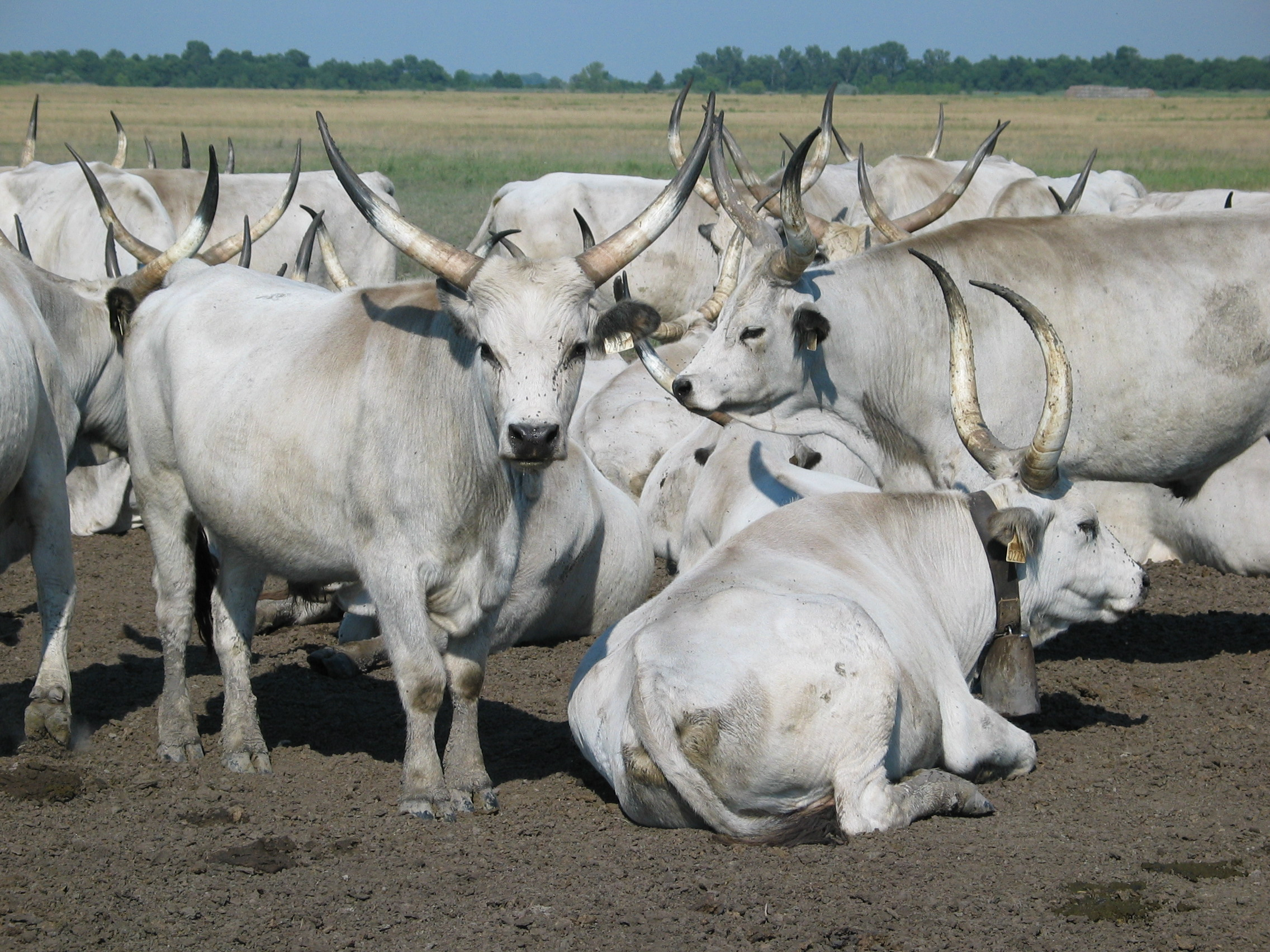
Delelő szürkemarha gulya
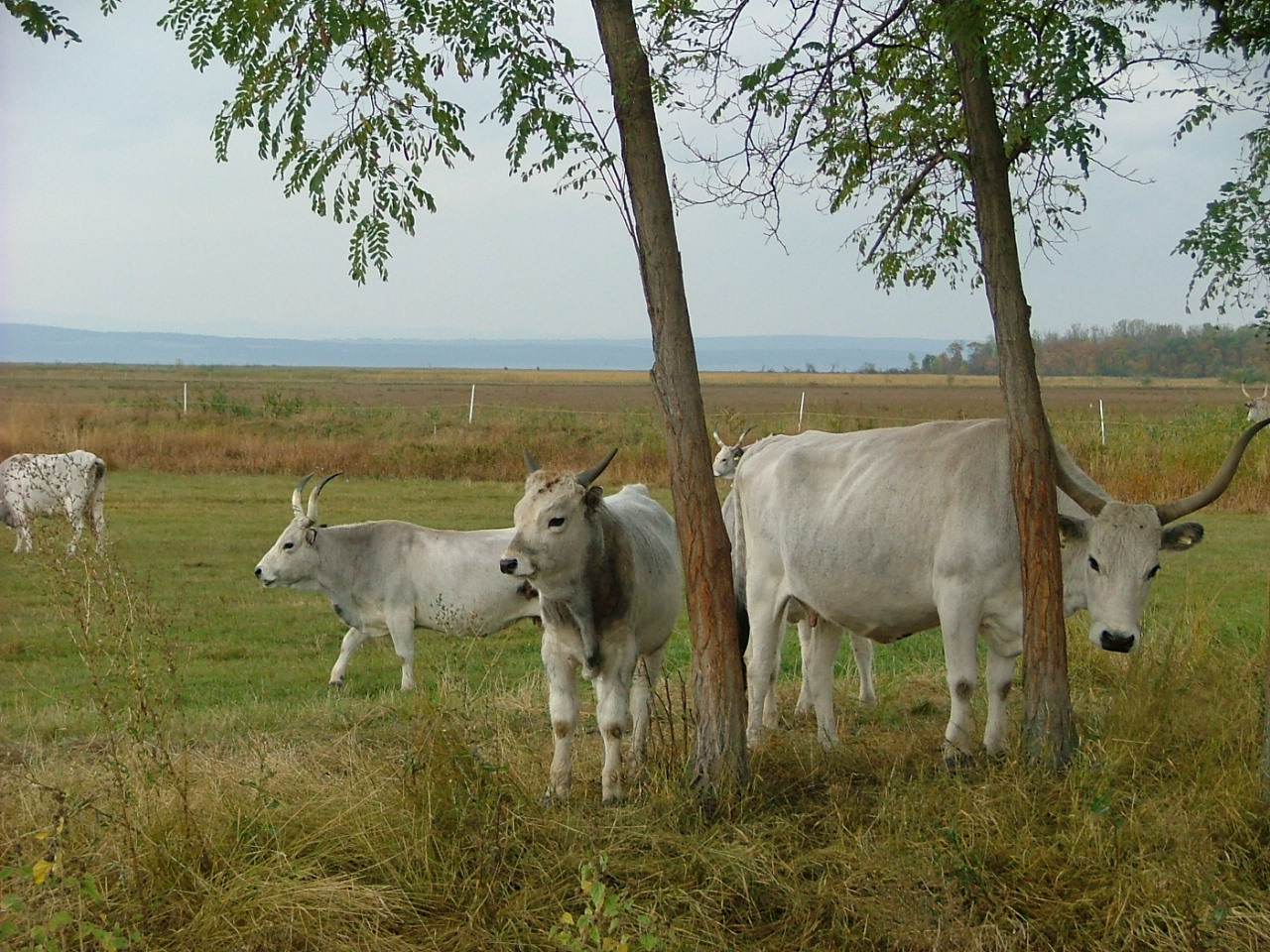
Déli pihenő